# Otó de Bamberg
Otó de Bamberg (alemany: Otto von Bamberg; polonès: Otton z Bambergu) 1060 ó 1061 – 30 de juny de 1139) va ser un bisbe i missioner medieval alemany qui, com a legat papal, convertí gran part de la Pomerània al cristianisme.

## Biografia
Otó va néixer en el si d'una família noble a Mistelbach, Francònia. El seu germà gran heretà les propietats del seu pare i Oto va ser enviat a estudiar. Serví inicialment a la casa del duc Ladislau I Herman de Polònia, ingressà al servei de l'emperador Enric IV al 1090, sent nomenat Canceller del Sacre Imperi Romanogermànic al 1101.
Al 1102 l'emperador el nomenà i investí bisbe de Bamberg a Francònia (avui a l'estat de Baviera), i Otó esdevingué un dels principals prínceps de l'Alemanya medieval. Durant el seu mandat com a bisbe, Bamberg va créixer fins a una gran preeminència, mentre que Otó assolia fama coma missioner, així com a diplomàtic i polític, notablement durant la controvèrsia de les investidures entre l'emperador Enric IV i el Papat, durant la qual romangué lleial a l'emperador. Com a conseqüència, va ser suspès per un partit papal al sínode de Fritzlar al 1118. Al Congrés de Würzburg al 1121, Otó negocià amb èxit el tractat de pau, el Concordat de Worms, que va ser signat al 1122.
Com a bisbe, Otó portava una vida simple i frugal, però va fer molt per millorar els seus reialmes eclesiàstics i temporals. Restaurà i completà la catedral de Bamberg després que hagués estat malmesa per un incendi al 1081, millorà l'escola catedralícia, establí nombrosos monestirs i construí diverses esglésies, tant al seu territori com a Pomerània, i expandí enormement la ciutat de Bamberg, reconstruint el monestir de Sant Miquel, que havia quedat destruït per un terratrèmol al 1117.
Entre els seus grans èxits està la seva missió missionera pacífica i d'èxit entre els pomerians, després que diverses temptatives anteriors fetes pels polonesos i els italians per convertir Pomerània al cristianisme haguessin fracassat. Otó va ser enviat en missió pel duc de Polònia Bolesław III Wrymouth. Com a legat papal oficial convertí molts pomerians, notablement a les ciutats de Pyrzyce, Kamień, Szczecin i Wolin, i establí 11 esglésies, sent conegut com «l'Apòstol de Pomerània».
Després de tornar a Bamberg al 1125, alguns costums pagans començaren a reaparèixer, i Otó viatjà de nou a Pomerània al 1128. A la Dieta d'Usedom aconseguí convertir tots el nobles, convertí més comunitats i envià sacerdots de Bamberg per servir a Pomerània. El seu intent de consagrar un bisbe per a Pomerània va ser obstaculitzat pels bisbes de Magdeburg i de Gniesen, els quals reclamaren drets metropolitans sobre Pomerània. Només després de la seva mort al 1139 el seu antic company, Adalbert de Pomerània, va ser consagrat bisbe de Wolin el 1140.
Va ser el bisbe Otó qui vestí santa Hildegarda de Bingen com a monja benedictina.
Otó morí el 30 de juny de 1139, i està enterrat a l'abadia de Michaelsberg (Bamberg). Va ser canonitzat el 1189 pel Papa Climent III. Tot i que va morir el 30 de juny, el seu nom és recordat al martirologi romà el 2 de juliol.